# Arapska ploča
Arapska ploča je mala ploča na sjevernoj i istočnoj polutci.
Geološki je najstariji dio Azije uz Srednjosibirsko visočje i Dekan. To su ostaci prekambrijskih štitova koji su radom egzogenih sila zaravnjeni i sniženi.
Jedna je od tri kontinentalne ploče (zajedno s afričkom i indijskom) koje su se u novijoj geološkoj povijesti kretale prema sjeveru i sudarale se s Euroazijskom pločom. To je rezultiralo miješanjem dijelova ploča i planinskih lanaca koji se protežu na zapadu od Pireneja, prelazeći južnu Europu do Irana, tvoreći planine Zagros i Alborz, do Himalaja i lanaca jugoistočne Azije.

## Granice
Arapska ploča sastoji se većinom od Arapskog poluotoka; proteže se prema zapadu na Sinajskom poluotoku i Crvenom moru i prema sjeveru do Levanta. Granice ploča su:
- Na jugoistoku s Indijskom pločom, u Owenovoj zoni prijeloma
- Na jugu sa Somalskom pločom
- Na zapadu, lijeva bočna granica rasjeda s Afričkom pločom koja se naziva Transformacija Mrtvog mora, i divergentna granica s Afričkom pločom nazvana Rift Crvenog mora koja se proteže duž Crvenog mora;
- Na sjeveru, složena konvergentna granica s Anadolskom pločom i Euroazijskom pločom,[3] uključujući Istočnoanadolski rasjed, preklopni i potisni pojas Zagros i Markanovu brazdu.

## Povijest
Arapska ploča bila je dio Afričke ploče tijekom većeg dijela fanerozojskog eona (paleozoik – kenozoik), do oligocenske epohe kenozojske ere. Rift u Crvenom moru započeo je u eocenu, ali se razdvajanje Afrike i Arabije dogodilo prije oko 25 milijuna godina u oligocenu, a od tada se Arapska ploča polako kretala prema Euroazijskoj ploči. Otvaranje pukotine u Crvenom moru dovelo je do ekstenzivne vulkanske aktivnosti. Postoje velika vulkanska polja koja se nazivaju Stariji Harrati, kao što su Harrat Khaybar i Harrat Rahat, pokrivaju velike dijelove zapadne Arapske ploče. Neke aktivnosti se i dalje nastavljaju, posebno oko Medine, a postoje redovite erupcije unutar Crvenog mora.
Sudar između Arapske ploče i Euroazije gura gore iranske planine Zagros. Budući da se Arapska ploča i Euroazijska ploča sudaraju, mnogi gradovi su u opasnosti, poput onih u jugoistočnoj Turskoj (koja se nalazi na Arapskoj ploči). Ove opasnosti uključuju potrese, tsunamije i vulkane.

## Države i regije
Zemlje unutar ploče uključuju cijelu Arabiju (Bahrein, Kuvajt, Oman, Katar, Saudijsku Arabiju, Ujedinjene Arapske Emirate i Jemen) i Džibuti na Rogu Afrike, kao i dijelove Levanta (istočni Libanon, Jordan, istočni Izrael i Sirija ) i Mezopotamija (Irak). Regije uključuju dijelove Awdal (Somalija / Somaliland), pokrajinu Huzestan (Iran), regiju jugoistočne Anatolije (Turska) i podregiju Južna Denkalya (Eritreja).

## Vanjske poveznice
|  | Zajednički poslužitelj ima još gradiva o temi Arapska ploča |